# 't Saethuys
 't Saethuys is een gemeentelijk monumentaal trapgevelpand gelegen in het centrum van Enschede op de Noorderhagen 48-D. Twents historicus en auteur J.J. van Deinse, dichter van het Twents volkslied, liet dit huis bouwen in 1905 en woonde hier tot zijn overlijden in 1947. De architect was H. Reijgers. De voorgevel van het pand staat geregistreerd als een gemeentelijk monument.
Sinds 1995 is het huis in bezit van de huidige eigenaar en sindsdien worden kamers in 't Saethuys verhuurd aan studenten aan de Universiteit Twente. In 2015 is de voorgevel van het pand gedeeltelijk gerenoveerd.